# Sąd Ostateczny (obraz Hansa Memlinga)

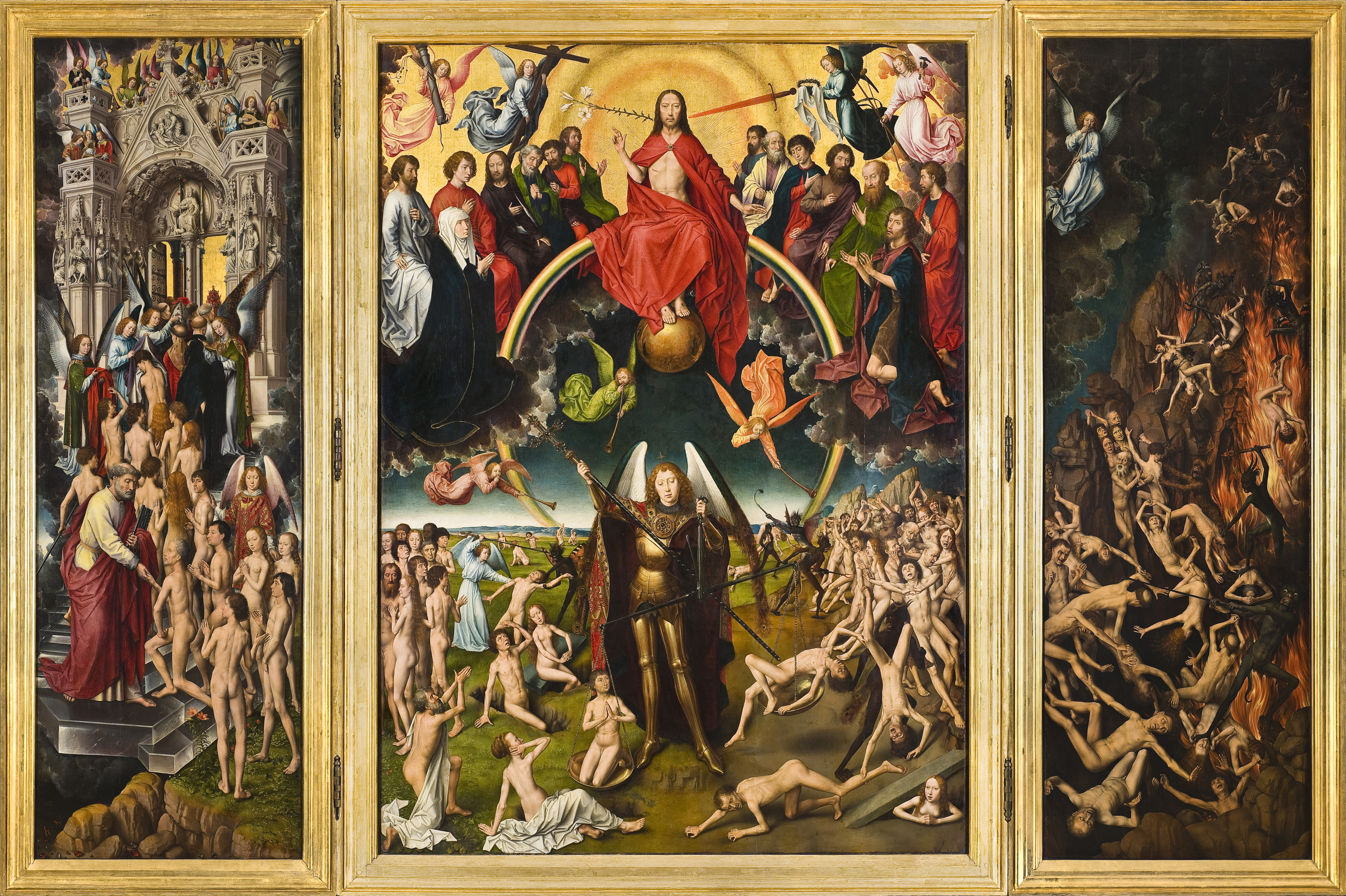

Sąd Ostateczny – tryptyk malarza niderlandzkiego Hansa Memlinga stworzony między 1467 a 1471 rokiem. Wykonany został w technice temperowo-olejnej (mieszanej) na desce. Autor dzieła pozostawał nieznany aż do połowy XVII wieku. Od tego czasu zaczęto przypisywać go braciom van Eyck. Dopiero w 1843 roku Heinrich Gustav Hotho stwierdził autorstwo Memlinga, co zostało później dowiedzione.
Obraz znajduje się obecnie w zbiorach Muzeum Narodowego w Gdańsku.

## Historia
Obraz został wykonany na zamówienie włoskiego bankiera Angola di Jacopo Taniego (fundator i jego żona uwiecznieni na zamkniętych skrzydłach ołtarza) z brugijskiej filii banku Medyceuszy i był pierwotnie przeznaczony dla rodowej kaplicy San Michele w kościele San Bartolomeo w Badia Fiesolana w Fiesole pod Florencją.
W 1473, podczas transportu do Italii na pokładzie galery San Matteo, został zdobyty przez gdańskiego kapra Pawła Beneke dowodzącego karaką o nazwie Piotr z Gdańska. 
Gdańscy właściciele statku kaperskiego (podczas podziału łupów) ofiarowali ołtarz Memlinga gdańskiemu Kościołowi Mariackiemu. 
W erze napoleońskiej, dzięki Vivantowi Denonowi, w 1807 tryptyk trafił do zbiorów paryskiego Luwru jako zdobycz wojenna. Po klęsce Napoleona został rewindykowany do Berlina, aby wreszcie w 1817 wrócić do Gdańska. 
Pod koniec II wojny światowej dzieło Memlinga zostało wywiezione przez Niemców w głąb Rzeszy i tam, w Turyngii – po wkroczeniu Armii Czerwonej – wpadło w jej ręce. Jako zdobycz wojenna stało się eksponatem leningradzkiego Ermitażu. 
W 1956 tryptyk Memlinga uczestniczył w Wystawie Dzieł Sztuki Zabezpieczonych przez ZSRR w Muzeum Narodowym w Warszawie, a w 1958 powrócił ponownie do Gdańska (w zbiorach Muzeum Narodowego w Gdańsku – wcześniej Muzeum Pomorskiego – znalazł się formalnie 21 września 1956). Nie zawisł jednak na filarach Kościoła Mariackiego (jak poprzednio), tylko stał się eksponatem muzealnym ówczesnego Muzeum Pomorskiego w Gdańsku. W latach trzydziestych XX w. ewangelicka parafia Marii Panny na Głównym Mieście w Gdańsku, jako gospodarz, przekazała bowiem obraz do muzeum. W Kościele Mariackim znajduje się kopia obrazu.

Sąd Ostateczny, ok. 1467-1471. Panel, 242 × 180,8 cm i 242 × 90 cm (x 2). Muzeum Narodowe w Gdańsku

## Opis obrazu
Na centralnym planie dzieła przedstawiony jest obraz Chrystusa ukazanego na złotym tle, zasiadającego na tęczy, ze stopami spoczywającymi na złotej sferze. Otacza go dwunastu apostołów, Dziewica Maryja oraz Jan Chrzciciel. Chrystus unosi prawą dłoń w geście błogosławieństwa, lewą zaś trzyma opuszczoną – gesty te odpowiadają ukazanej wyżej lilii zmiłowania oraz rozżarzonemu mieczowi sprawiedliwości; nad nimi unoszą się czterej aniołowie, trzymający atrybuty męki Chrystusa (Arma Christi) – kolumnę, przy której został ubiczowany, koronę cierniową, gwoździe, krzyż i włócznię. Trzej kolejni aniołowie, ukazani nieco niżej, oraz czwarty (przeniesiony na prawy panel) dmą w trąby Apokalipsy. Wielka postać odziana w zbroję to św. Archanioł Michał, stojący pośród rozległej równiny i oddzielający dusze błogosławione od potępionych. Niewielka ich liczba wychodzi z grobów. Przy użyciu wagi i pastorału (sprawiedliwa dusza na szali to florencki bankier Tommaso Portinari). Te zbyt lekkie mogą się spodziewać najgorszego.

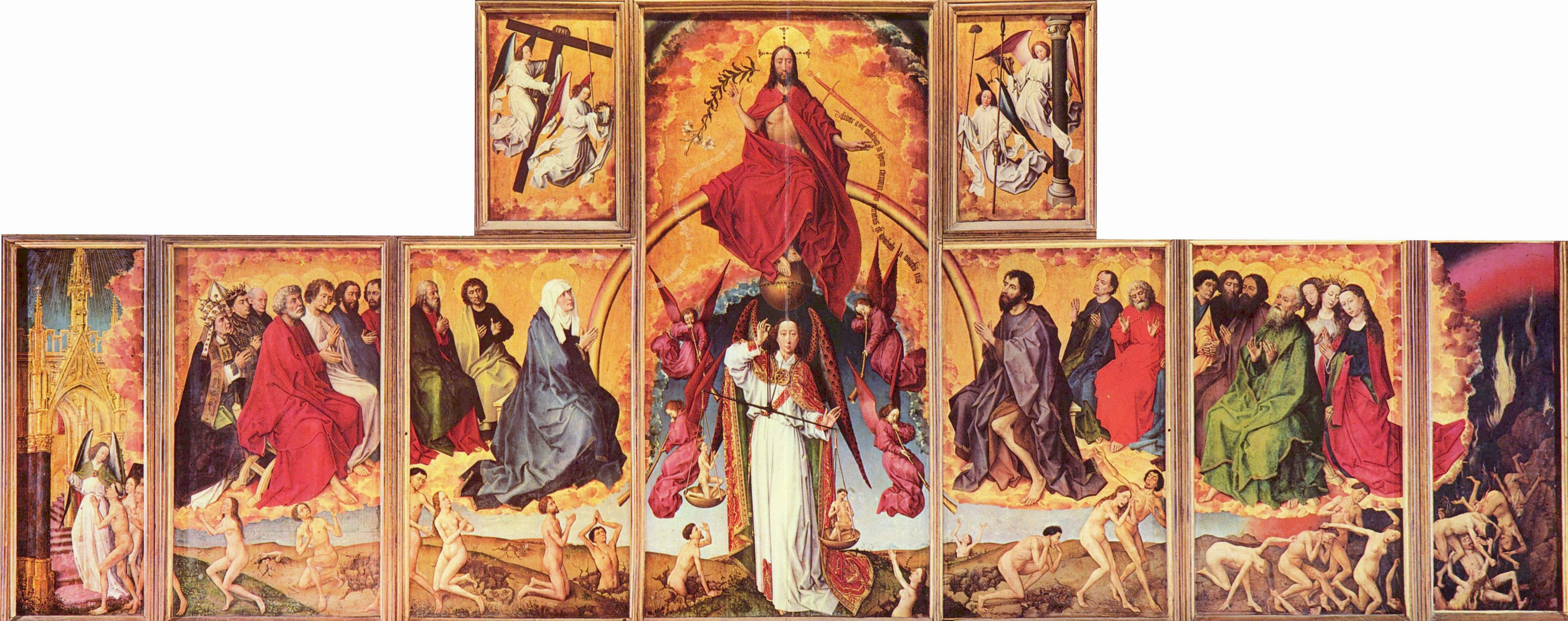
Rogiera van der Weydena Ołtarz Sądu Ostatecznego

Prawe skrzydło tryptyku (lewe od strony patrzącego) przedstawia dusze sprawiedliwych wstępujące do Królestwa Niebieskiego, gdzie wręczane są im szaty, które nosili za życia. Procesję prowadzi grupa znanych osobistości kościoła. Św. Piotr – z kluczem w dłoni – wita dusze sprawiedliwych na kryształowych schodach prowadzących ku niebiosom. Większość wskrzeszonych dusz została jednak osądzona surowo – widzimy je po lewej stronie (prawej od strony patrzącego), pędzone przez czarne, demoniczne postacie ku ogniom piekielnym w scenerii przypominającej krater wulkanu.
Na zewnętrznej stronie skrzydeł umieszczone są postacie donatorów: Angelo di Jacopo Tani i jego żona Katarzyna z Tanaglich oraz (wykonane w technice en grisaille) Madonna z Dzieciątkiem i Michał Archanioł walczący z diabłem.
Kompozycja obrazu wzorowana jest na dziele Rogiera van der Weydena Ołtarz Sądu Ostatecznego z Beaune. Dotyczy to panoramy, motywu miecza i lilii obok Chrystusa oraz przedstawień donatorów z Matką Boską i Archaniołem. Memling niweluje jednak złote tło, a dobro na wadze Michała Archanioła ukazuje, inaczej niż Roger, jako cięższe. Początkowo wzrok Anioła skierowany był wprost na widza, jak u van der Weydena. Później jednak autor zmienił koncepcję.

## Szczegóły techniczne
Dzieło zostało wykonane na desce w technice temperowo-olejnej, tzw. technice mieszanej. Na białą kredowo-klejową zaprawę, tradycyjną dla malarstwa sztalugowego, nałożony został rysunek od ręki. Do jego wykonania użyte zostały rozmaite narzędzia, m.in. węgiel drzewny, czarne łupki i stylus. Badania wykazały, że artysta często zmieniał koncepcję podczas tworzenia obrazu. Na zaprawę nałożono z kolei imprimiturę – olejną warstwę z dodatkiem żywicy. Wtarcie jej w grunt spowodowało zmniejszenie chłonności gruntu oraz zabezpieczenie rysunku przed rozmyciem. Jasny ugier imprimitury współdziałał w tworzeniu końcowego efektu kolorystycznego. Następnie, za pomocą białej i czarnej tempery autor wymodelował całą kompozycję, nadając jej przestrzenny, trójwymiarowy charakter. W najjaśniejszych partiach, np. dłoni i twarzy, malarz zastosował jeszcze podmalówkę z bieli ołowianej przed przystąpieniem do malarskiego opracowywania. Na tak przygotowane podłoże kładzione były prześwitujące warstwy żywic i farb olejnych.

## Nawiązania
- Centralny fragment prawej części tryptyku Piekło wykorzystany został w 1999 na okładce płyty Conquering the Throne amerykańskiej grupy muzycznej Hate Eternal wykonującej death metal[5].
- Twarz Chrystusa z Sądu Ostatecznego została uwieczniona na obrazie Ostatnia Wieczerza (1995-2005) autorstwa Macieja Świeszewskiego[6].
- W 2016 nakładem Towarzystwa Autorów i Wydawców Prac Naukowych UNIVERSITAS ukazał się monumentalny album Sąd. „Sąd Ostateczny” Hansa Memlinga Andrzeja Nowakowskiego[7].
- W 2017 na gdańskiej Zaspie powstał mural, przedstawiający fragment "Sądu Ostatecznego". Autorem muralu jest Piotr Szwabe[8]. W tym samym roku w Operze Bałtyckiej wystawiono operę Krzysztofa Knittla Sąd Ostateczny[9].
- W 2017 roku gdańskie studio projektowe TOFU przygotowało kampanię promującą obraz Hansa Memlinga, nazywaną także "ZŁOTĄ KAMPANIĄ"[10]. Działania promocyjne przygotowane przez gdańszczan były wielokrotnie nagradzane na międzynarodowych konkursach designu na świecie.[11] [12][13] [14][15] Za swój wkład w promocję tryptyku TOFU Studio zostało laureatem Nagrody Miasta Gdańska za Promocję Kultury Gdańska za 2017 r.[16]